# Elaiotecnica
Elaiotecnica (etimologia: dal gr. élaion ‘olio’ e dal fr. -technie, der. del gr. τέχνη «arte») è una tecnica che viene usata per la lavorazione delle olive e finalizzata alla produzione dell'olio.
Nello specifico consiste in diversi processi, ossia:
- pesatura: viene effettuata nell'oleificio all'atto del conferimento delle stesse;
- stoccaggio: deposito delle olive in un'area ventilata e fresca dell'oleificio;
- lavaggio: immersione delle olive in una vasca d'acqua o in apposite lavatrici che mantengono una movimentazione forzata dell'acqua;
- molitura: estrazione vera e propria della pasta d'olio, una massa semifluida composta da una frazione solida (polpa, bucce e frammenti di nocciolo) e una liquida (olio e acqua);
- frangitura: prelievo delle olive dalla lavatrice e riversamento della pasta d'olio nelle gramolatrici;
- gramolatura: dispersione delle molecole di acqua da quelle di olio;
- estrazione dell'olio: separazione del mosto d'olio dalla sansa (generalmente, composta da bucce, da residui della polpa e da frammenti di nocciolino).